# Туаль

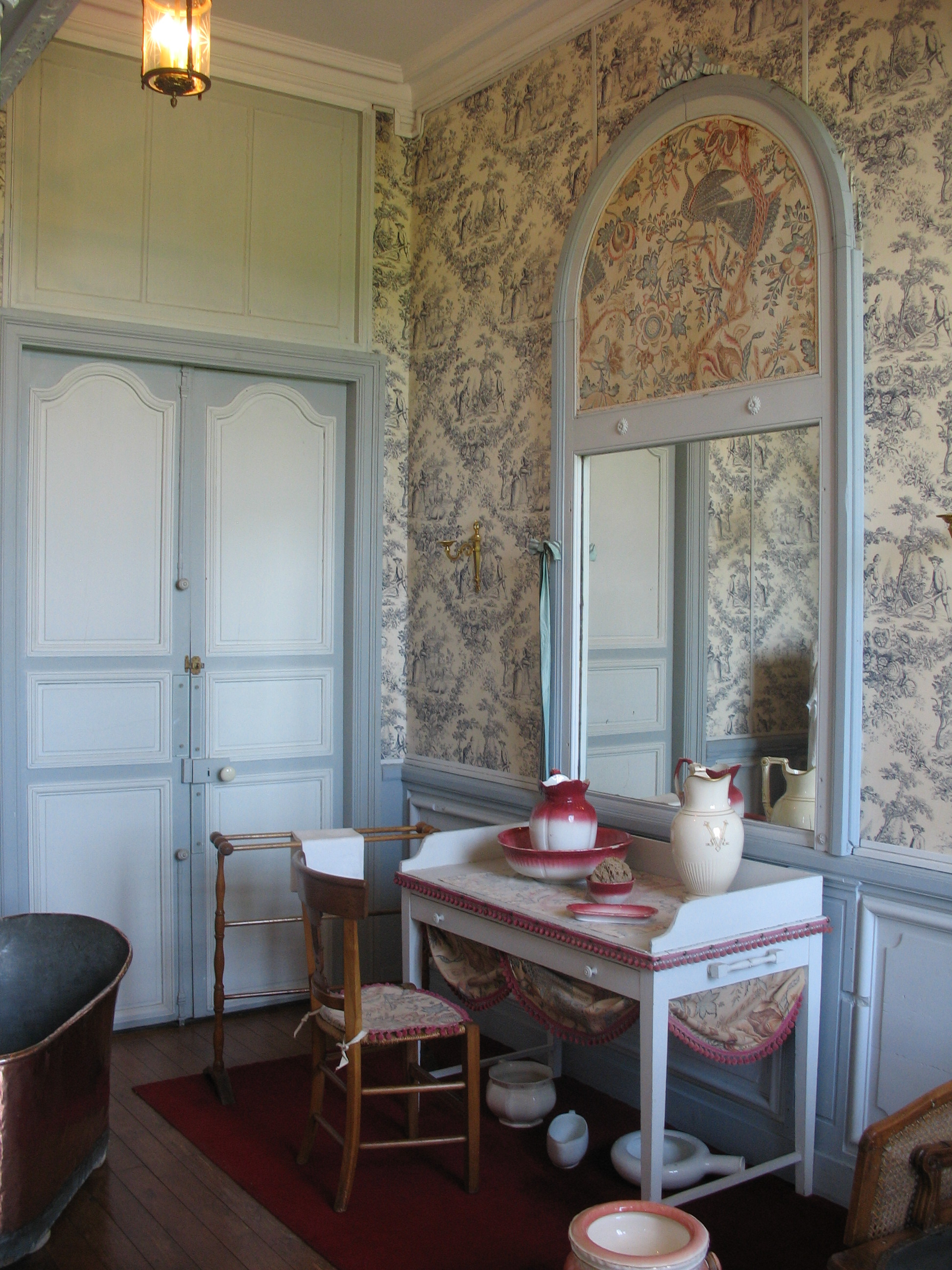
Ванная комната в замке Валансе, со стенами, обитыми туалью.

Туа́ль (фр. toile — холст, полотно; от лат. tela — «сеть») — натуральная хлопковая ткань с набивным рисунком, разновидность «индийской ткани». Во Франции словом «туаль» вначале называли очень тонкую одноцветную шёлковую ткань (фр. toile de nord — cеверное полотно), а затем любые натуральные ткани — от льняного полотна до холста и парусины. В России её так и называли: туальденор. За пределами Франции это название сначала имело то же значение, но со второй половины XVIII века оно преимущественно используется в значении «хлопковая ткань с набивным рисунком». Сокращённо от фр. Toile de Jouy, буквально «ткань из Жуи» по названию знаменитой Мануфактуры Жуи, основанной в 1760 году немецким предпринимателем, рисовальщиком и гравёром Кристофом-Филиппом Оберкампфом (1738—1815).
Туаль-де-Жуи появилась во Франции в качестве более доступной замены дорогого чинца, импортируемого из Индии. В отличие от последнего, рисунок туали печатали одной или двумя красками, декоративность достигалась благодаря разнообразным цветочным, пейзажным и прочим мотивам. Для традиционной французской «туали из Жуи» наиболее свойственны пасторальные и неоклассические сюжеты.

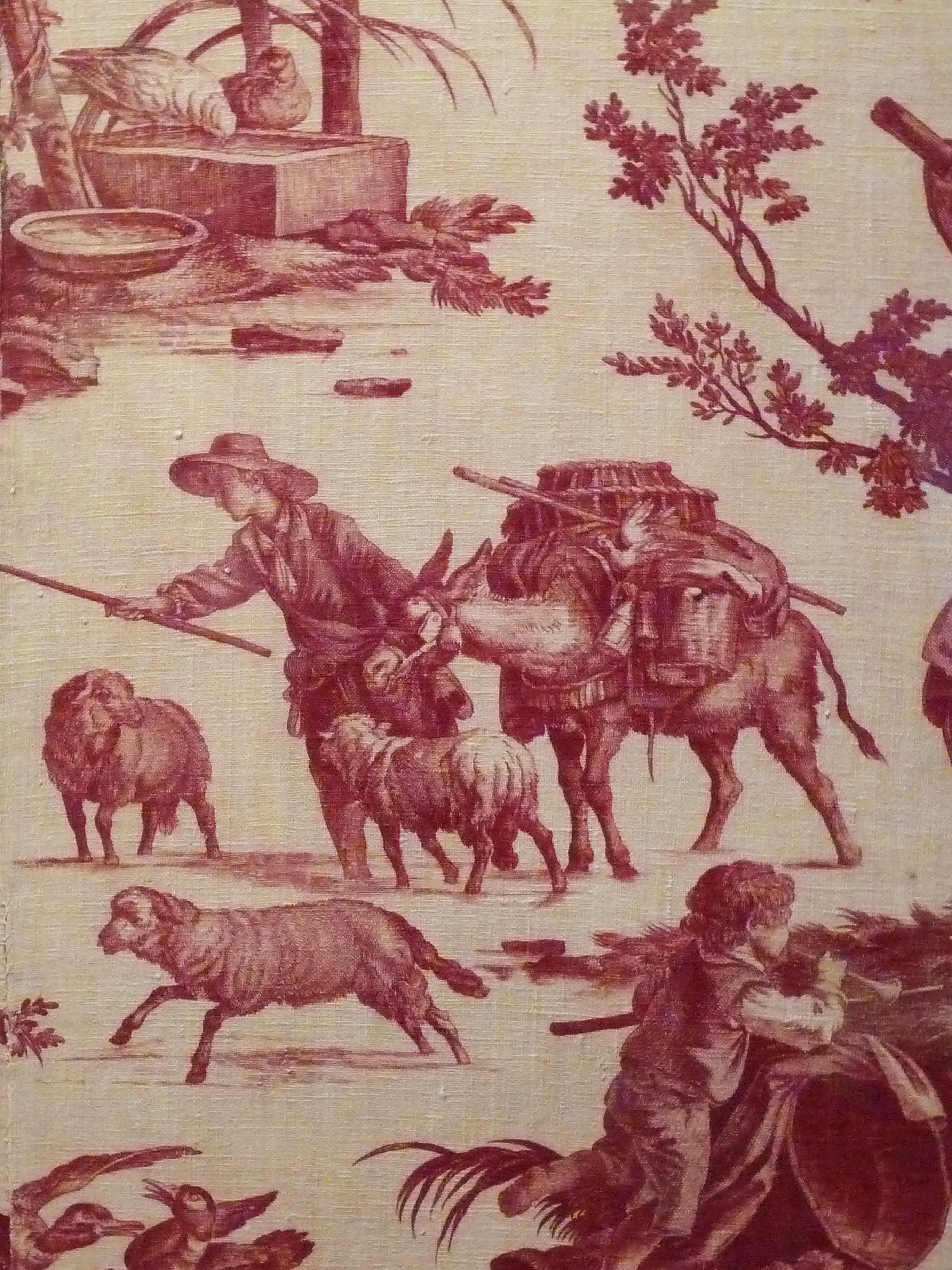
Туаль-де-Жуи по рисунку Жан-Батиста Юэ, пр-во Мануфактуры Жуи, между 1785 и 1792 годами.

Помимо названия ткани, в модельном бизнесе словом «туаль» называют первый образец новой модели одежды, сшитый из портновского полотна — грубой бязи.